# Paroligoneurus wittei
Paroligoneurus wittei är en stekelart som beskrevs av De Saeger 1944. Paroligoneurus wittei ingår i släktet Paroligoneurus och familjen bracksteklar. Inga underarter finns listade i Catalogue of Life.